# Cephalotaxus
Cephalotaxus là một chi thực vật được xem như thuộc Cephalotaxaceae, hoặc Taxaceae khi họ này được xem xét với ý nghĩa rộng hơn. Chi này gồm các loài đặc hữu đông châu Á, qua bằng chứng hóa thạch cho thấy chúng có phân bố Bắc Bán cầu rộng hơn trong quá khứ. Các loài cây trong chi là cây bụi thường xanh cao 1,0–10 m (hiếm khi cao đến 20 m).

## Loài
Chi này có các loài sau:
- Cephalotaxus sinensis
- Cephalotaxus fortunei
- Cephalotaxus griffithii
- Cephalotaxus hainanensis
- Cephalotaxus harringtonia
- Cephalotaxus lanceolata
- Cephalotaxus latifolia
- Cephalotaxus mannii
- Cephalotaxus oliveri
- Cephalotaxus wilsoniana